# بوراق تپه
بوراق تپه مربوط به دوران‌های تاریخی پس از اسلام است و در شهرستان ترکمن، بخش گمیشان، روستای سقرتپه واقع شده و این اثر در تاریخ ۱۰ خرداد ۱۳۸۲ با شمارهٔ ثبت ۸۸۶۹ به‌عنوان یکی از آثار ملی ایران به ثبت رسیده است.